# Chromatomyia deirdreae
Chromatomyia deirdreae este o specie de muște din genul Chromatomyia, familia Agromyzidae, descrisă de Griffiths în anul 1972. Conform Catalogue of Life specia Chromatomyia deirdreae nu are subspecii cunoscute.